# Pestrokrovečník větší
Pestrokrovečník větší (Clerus mutillarius) je druh brouka z čeledi pestrokrovečníkovitých. Vzhledem se podobá pestrokrovečníku mravenčímu. Lze je rozeznat jednak podle velikosti, jednak podle vrchních bílých teček (pestrokrovečník větší je má oddělené, zatímco pestrokrovečník mravenčí má spíše vlnku). Dorůstá velikosti 11–15 mm.

## Variabilita
Variabilita se projevuje tvarem a počtem barevných ornamentů na černých krovkách. Dosud bylo popsáno osm barevných odchylek. Jednu z nich představují jedinci, u nichž je zadní bílá páska protažena až k vrcholu krovky. Významnou odchylkou jsou brouci, mající červený základ téměř černý.

## Výskyt
Květen až srpen ve starých dubových lesích teplých poloh. Brouci jsou čilí – rychle létají.

## Potrava
Brouk i larva jsou dravci, pronásledují larvy některých i poměrně velkých druhů brouků. V některých oblastech je velmi vzácný. Patří k ubývajícím druhům.

## Rozšíření
Jižní, západní a střední Evropa, která je severní hranicí jeho výskytu.